# Dem Cheer
Dem Cheer是香港大學 (HKU) 的一種學生文化，常見於香港大學的舍堂（Hall）及各類活動中，作為一種加油方式。這種集體口號表演結合了整齊的身體動作和有節奏的喊叫，目的是激勵舍堂隊伍、團結舍堂成員，並提升現場的士氣。通常在聯合舍堂文化、運動比賽、迎新活動或迎新營等場合進行。
在香港大學的舍堂內，通常會用舍堂堂歌（Hall Song）、舍堂口號（Hall Cry）或舍堂喝彩（Hall Cheer）來激勵自己的舍堂隊伍。
- 舍堂堂歌（Hall Song）會有曲譜及歌詞，可以用鋼琴或其他樂器伴奏合唱，或以相同節奏清唱。通常會在舍堂的正式場合，如高桌晚宴或聯合舍堂活動開始前唱出。堂歌的歌詞主要表達舍堂的理念以及新舊宿生在宿堂內的經歷。[3][4][5]
- 舍堂口號（Hall Cry，又稱為 War Cry）通常只有舊式傳統的舍堂才有，常見於只有五句內的英語短語，並重複大聲喊叫，通常伴隨有節奏的拍手。也有以帶領者與參與者一問一答的方式進行喊叫。舍堂會在聯合舍堂比賽結束後或獲獎後喊叫 Hall Cry，例子包括在拍手後喊出舍堂名稱，或香港大學通用的 Hall Cry：「Three Cheers for XXX, Hip-Hip-Hurray! Hip-Hip-Hurray! Hip-Hip-Hurray!」。[6] 通常，Hall Cry 比 Hall Cheer 短，且 Hall Cry 著重於重複性。
- 而舍堂喝彩（Hall Cheer）通常只在迎新活動或迎新營進行，由舍堂的宿生會幹事或高年級宿生帶領教授。參與者會學習相同的口號和動作，目的是訓練新成員的一致性並團結舍堂。Hall Cheer 可以用中文或英文進行，舍堂的宿生（通常是一年級的新生）像軍人般整齊排列，配合手和腳的動作以及有（不一定重複的）節奏和變奏的喊叫，強調不同參與者的動作一致性是 Hall Cheer 的重點。[1] 這些 Hall Cheer 可以是自創的、傳統的或改編自歌曲的。各個舍堂的口號大多不重複，因此某個舍堂的 Cheer 只有該舍堂的宿生能夠理解及背誦。Cheer 必須由舍堂的宿生會幹事或高年級宿生帶領進行。[1] 每年香港大學開放日，舍堂會舉辦聯合舍堂喝彩比賽（Inter-hall Cheer Competition），通常在中山廣場（俗稱「開心公園」）舉行。各宿堂會穿上各自的堂衣，一致及整齊地輪流表演 Cheer。評分通常由香港大學的學生發展及資源中心的學生事務長及一至兩位舍監（Warden）進行。[7][8][9]

「Dem Cheer」不僅體現了宿舍的團結和競爭精神，還成為歷屆宿生之間的重要聯結。儘管外界有時會認為這種表演略顯尷尬，但對參與者而言，這是一段珍貴的集體回憶和文化象徵。這種儀式的目的是建立一種歸屬感，讓參加者感受到「參加這項獨特活動就代表你是我們的一員」。通過共同參與這些活動，宿舍成員能夠加強彼此之間的聯繫，並體驗到團隊的凝聚力，從而不僅體現了對宿舍文化的認同，也反映了對共同經歷的珍惜。

## Dem Cheer vs Dem Beat
「Dem Cheer」（源於香港大學）和「Dem Beat」（源於香港中文大學）常常被混淆。從歷史上看，「Dem Cheer」是由香港大學的舍堂最早發展的，第一所舍堂聖約翰學院於1912年成立。而「Dem Beat」則主要起源於香港中文大學的書院書院學生會，後來逐漸發展到其宿舍中。
除了發展的時間之外，「Dem Cheer」和「Dem Beat」在本質上有許多不同之處。「Dem Beat」主要使用廣東話，強調押韻和有趣的短句，通常伴隨著重複的拍手和單腳擊地的動作，強調節奏感，因此得名「Dem Beat」。通常，這種表演由一位高年級學生（俗稱大組長）在高處帶領，比如站在餐廳的圓桌上。參與者不一定像軍隊那樣整齊排列，而是圍繞著帶領者進行。
這些差異使得「Dem Cheer」和「Dem Beat」在形式和氛圍上各具特色，分別展現了各自宿舍文化的獨特性。

## 文化影響
ViuTV電視劇《仇老爺爺》在7月16日播出的第七集，劇中出現被網民廣傳的「何東Cheer」。劇中陳穎欣飾演的Yanny率領一眾身穿黃色T-shirt的女同學，包括袁澧林、余香凝、談善言、梁雍婷等，像軍隊步操一樣認真地做著各種古怪動作、大叫口號，在校園中心「Dem Cheer」，將真正的「何東Cheer」還原，向其致敬。